# Кулешовка (Гомельская область)
Кулешовка (бел. Куляшоўка) — деревня в Кошелёвском сельсовете Буда-Кошелёвского района Гомельской области Беларуси.
Поблизости есть залежи глины.

## География

### Расположение
В 6 км на север от районного центра и железнодорожной станции Буда-Кошелёвская (на линии Жлобин — Гомель), 54 км от Гомеля.

### Гидрография
На юге мелиоративный канал.

## Транспортная сеть
Транспортные связи по просёлочной, затем автодорогах, которые отходят от Буда-Кошелёво. Планировка состоит из короткой прямолинейной улицы, ориентированной с юго-востока на северо-запад и застроенной двусторонне деревянными домами усадебного типа.

## История
Основана во второй половине XIX века. Есть упоминания о Кулешовской церкви, на хранении в НИАБ имеется одна метрическая книга по этой церкви за 1877 год Ф.2301, оп.2, д.66. По переписи 1897 года выселок Кулешовка (он же Селец); находились: хлебозапасный магазин, ветряная мельница. В 1925 году в Кошелёвском сельсовете Бобруйского округа. В 1930 году жители деревни вступили в колхоз. Во время Великой Отечественной войны в октябре 1943 года оккупанты сожгли 14 дворов. В 1959 году в составе совхоза имени П. Я. Головачёва (центр — деревня Кошелёво).

## Население

### Численность
- 2004 год — 10 хозяйств, 19 жителей.

### Динамика
- 1897 год — 12 дворов, 97 жителей (согласно переписи).
- 1925 год — 18 дворов.
- 1940 год — 19 дворов.
- 1959 год — 147 жителей (согласно переписи).
- 2004 год — 10 хозяйств, 19 жителей.